# Othon Bastos
Othon Bastos (Tucano, 23 maggio 1933) è un attore brasiliano.

## Biografia
Dopo la morte dei suoi genitori, Othon Bastos ha completato gli studi a Rio de Janeiro. Inizialmente voleva diventare aviatore, ma avendo fallito un test ha intrapreso nel 1951 una carriera nello spettacolo entrando in un gruppo teatrale. Nel 1956, grazie ad una borsa di studio, ha potuto perfezionarsi alla Webber Douglas School di Londra. Ritornato in Brasile, è stato assunto dalla TV Tupi di Rio per spettacoli di teleteatro.
Othon Bastos è uno dei più acclamati attori del suo Paese, con oltre mezzo secolo di carriera nel cinema (che l'ha anche visto spesso come voce narrante), in tv e in teatro. 
Al cinema ha raggiunto la grande popolarità dando volto a Corisco nel film Il dio nero e il diavolo biondo di Glauber Rocha. È apparso anche nelle pellicole 4 giorni a settembre e Central do Brasil, entrambe candidate all'Oscar. Bastos è noto inoltre per il ruolo del dottor Samuel Razuk nella telenovela Nido di serpenti.

## Vita privata
Marito della collega Martha Overbeck, ha fondato con lei una compagnia teatrale. La coppia ha un figlio, Pedro. 

## Filmografia

### Cinema
- La parola data (O pagador de promessas), regia di Anselmo Duarte (1962)
- Tocaia no Asfalto, regia di Roberto Pires (1962)
- Sol sobre a Lama, regia di Alex Viany (1963)
- Il dio nero e il diavolo biondo (Deus e o Diabo na Terra do Sol), regia di Glauber Rocha (1964)
- Capitu, regia di Paulo César Saraceni (1968)
- Antonio das Mortes (O Dragão da Maldade contra o Santo Guerreiro), regia di Glauber Rocha (1969)
- Os Deuses e os Mortos, regia di Ruy Guerra (1970)
- Tostão, a Fera do Ouro, regia di Paulo Laender, Ricardo Gomes Leite (1970)
- Longo Caminho da Morte, regia di Júlio Calasso (1972)
- São Bernardo, regia di Leon Hirszman (1972)
- Herança do Nordeste, regia di Sérgio Muniz, Geraldo Sarno, Paulo Gil Soares (1972)
- Triste Trópico, regia di Arthur Omar (1974)
- O Predileto, regia di Roberto Palmari (1975)
- Fogo Morto, regia di Marcos Farias (1976)
- Libertários, regia di Lauro Escorel (1976)[2]
- Braços Cruzados, Máquinas Paradas, regia di Roberto Gervitz e Sergio Toledo (1979)[2]
- Os anos JK - Uma Trajetória Política, regia di Silvio Tendler (1980)
- O Homem do Pau-Brasil, regia di Joaquim Pedro de Andrade (1982)
- Das Tripas Coração, regia di Ana Carolina Teixeira Soares (1982)
- Ao Sul do Meu Corpo, regia di Paulo César Saraceni (1982)
- Linha de Montagem, regia di Renato Tapajós (1982)
- A Próxima Vítima, regia di João Batista de Andrade (1983)
- Chico Rei, regia di Walter Lima Jr. (1985)
- Mistério no Colégio Brasil, regia di José Frazão (1988)
- Sermões - A História de Antônio Vieira, regia di Júlio Bressane (1989)
- Sombras de Julho, regia di Marco Altberg (1995)
- Menino Maluquinho: O Filme, regia di Helvecio Ratton (1995)
- 4 giorni a settembre (O que é isso, companheiro?), regia di Bruno Barreto (1997)
- O Cangaceiro, regia di Anibal Massaini Neto (1997)
- Policarpo Quaresma, Herói do Brasil, regia di Paulo Thiago (1997)
- A Grande Noitada, regia di Denoy de Oliveira (1997)
- Central do Brasil, regia di Walter Salles (1998)
- Impressões para Clara, regia di Joel Yamaji - cortometraggio (1998)
- Mauá - O Imperador e o Rei, regia di Sergio Rezende (1999)
- Villa-Lobos: Uma Vida de Paixão, regia di Zelito Viana (2000)
- Bicho de Sete Cabeças, regia di Laís Bodanzky (2000)
- A Terceira Morte de Joaquim Bolívar, regia di Flávio Cândido (2000)
- A Hora Marcada, regia di Marcelo Taranto (2000)
- Disperato aprile (2001)
- 3 Histórias da Bahia  (2001)
- Barra 68: sem Perder a Ternura (narratore) (2001)
- Condenado à Liberdade (2001)
- Suicídio nunca (corto) (2001)
- Poeta de Sete Faces (2002)
- Joana e Marcelo, Amor quase Perfeito (2002)
- Glauber, o Filme - Labirinto do Brasil (2003)
- Irmãos de Fé (2004)
- O Vestido (2004)
- O Número  (corto) (2004)
- O Carro-Forte  (narratore) (corto) (2004)
- Cascalho (2005)
- O Coronel e o Lobisomem (2005)
- Soy Cuba, o Mamute Siberiano (narratore) (2005)[3]
- Tancredo Neves, Mensageiro da Liberdade (narratore)[4] (2005)
- De Minas a Brasília (narratore) (2005)[5]
- O Passageiro - Segredos de Adulto (2006)
- Brasília 18% ... Martins Fontes (2006)
- Zuzu Angel (2006)
- O Engenho do Zé Lins (narratore) (2008)
- Orquestra dos Meninos (2008)
- Rua dos Bobos  (narratore) (2009)
- O Calendário (corto) (2010)
- Quincas Berro D'Água (2010)
- Nosso Lar (2010)
- Contracena[6][7] (2010)
- O Gerente (2011)
- Heleno (2011)
- Marighella - Retrato Falado do Guerrilheiro (2011)
- Ponto Final (2012)
- Giovanni Improtta (2013)
- Garrafas ao Mar: A Víbora Manda Lembranças (narratore) (2013)[8]
- Vazio Coração (2013)[9]
- O Último Cine Drive-in (2014)[10]
- O Homem na Caixa (2015)[11]
- Arpoador - Praia e Democracia (2015)[12][13]
- Cícero Dias, O Compadre de Picasso (2016)[14][15]
- Bodas (2016)[16]

### Televisione
- Grande Teatro Tupi (1956)
- Teatrinho Trol  (1956)
- Beto Rockfeller (1968)
- Nenhum Homem é Deus (1969)
- Super plá (1969)
- Mulheres de areia (1973)
- Aritana (TV Tupi) (1978)
- Roda de fogo (1978)
- Telecurso 2º Grau (TV Cultura) (1978)[17]
- Gaivotas (1979)[18]
- Vestido de Noiva (1979) (Caso Especial da Rede Globo)
- Gli emigranti (Os Imigrantes) (1981)
- O Campeão (1982)
- Nido di serpenti (Ninho da serpente); altro titolo: Parenti terribili (1982)
- Joana (1984) (Rede Manchete - 1ª stagione)
- Tenda dos Milagres (1985)
- Roque Santeiro (1985)
- Tudo ou nada (1986)
- Giungla di cemento (Selva de pedra) (1986)
- Alta Rotação (1987)
- Helena (1987)
- O cometa (1989)
- Pacto de sangue (1989)
- Desejo (miniserie) (1990)
- Gente fina (1990)
- Delegacia de Mulheres (1990)[19]
- Felicidade (1991)
- O portador (miniserie) (1991)
- O farol (1991)
- Filhos do Sol (1991)
- Você Decide (1992) (episodioː "Morte em Vida")
- Despedida de solteiro (1992)
- Tereza Batista (1992)
- Agosto (1992)
- Você Decide (episodio: "Laços de Sangue") (1993)
- Contos de verão (1993)
- Você Decide (episodio: "Jogo de Corpo") (1993)
- Éramos Seis (SBT) (1994)
- Você Decide (episodioː "Premonição") (1994)
- Sangue do Meu Sangue (SBT) (1995)
- O Sequestro (Caso Especial SBT) (1996)[20]
- A Trágica Farsa (Caso Especial SBT) (1996)
- Sombras de Julho (miniserie - TV Cultura) (1996)[21]
- Canoa do Bagre (Rede Record) (1997)
- O desafio de Elias (miniserie - Rede Record) (1997)
- Os ossos do barão (SBT) (1997)
- Pecado capital (1998)
- Você Decide (episodioː "O Flagrante") (1998)
- Você Decide (episodioː "Dublê de Socialite") (1998)
- Brida (Rede Manchete) (1998)
- Por Amor (partecipazione speciale) (1998)
- Suave Veneno (1999)
- Mulher (1999)
- Força de um Desejo (1999)
- Zorra Total (1999)
- Malhação (1999)
- Brava Gente (episodioː "Meia encarnada dura de sangue") (2000)
- Vento di passione (Aquarela do Brasil) (2000)
- Você Decide (episodioː "O morto vivo") (2000)
- Você Decide (episodioː "Numa Sexta-feira 13") (2000)
- Você Decide (episodioː "Numa Sexta-feira 13 - Parte II") (2000)
- Você Decide (episodioː "O Pacto") (2000)
- A Turma do Pererê (2000)
- Brava Gente (episodioː "O Natal de Arioswaldo") (2001)
- A Padroeira (2001)
- Brava Gente (episodioː "Embaixada do Glicério") (2001)
- Brava Gente (episodioː "O Automóvel") (2001)
- Brava Gente (episodioː "Por que Lulu Bergantim não atravessou o Rubicon") (2001)[22]
- Terra nostra 2 - La speranza (Esperança) (2002)
- O Quinto dos Infernos (miniserie) (2002)
- Brava Gente (episodioː "Cremilda e O Fantasma") (2002)
- Garibaldi, l'eroe dei due mondi; altro titolo: La casa delle sette donne (A casa das sete mulheres) - telenovela (2003)
- Cabocla (2004)
- Kubanacan (2004)
- Carga Pesada (episodio: "Som na Lata") (2005)
- Malhação (2005)
- A Lua Me Disse (2005)
- Alma Gêmea (2005)
- Mad Maria (2005)
- Sinhá Moça (2006)
- Desejo Proibido (2007)
- Paraíso Tropical (2007)
- Linha Direta Justiça Caso Mengele (2007)
- Três Irmãs (2008)
- Paraíso (2009)
- Os Buchas (2009)
- Na Forma da Lei (2010)
- Escrito nas Estrelas (2010)
- Autor Por Autor João Ubaldo Ribeiro (Especial TV Cultura) (2010)
- Lara com Z (2011)
- Amor Eterno Amor (2012)
- Didi, O Peregrino (2013)[23]
- Joia Rara (2014)[24]
- Resistir É Preciso (TV Brasil) (2014)[25]
- Império (2014)[26][27][28]
- Os Experientes (2015)[29][30]
- Além do Tempo (2015)[31][32]
- A Força do Querer (2017)
- Carcereiros - Dietro le sbarre (2017)

## Doppiatori italiani
- Adolfo Fenoglio in Gli emigranti, Nido di serpenti
- Claudio Parachinetto in Vento di passione, Terra nostra 2 - La speranza
- Saverio Moriones in Central do Brasil